# Ахмановский сельсовет
Ахмановский сельсовет — муниципальное образование в Бакалинском районе Республики Башкортостан.

## Население
| 2002 | 2009  | 2010 | 2012 | 2013 | 2014 | 2015 |
| ---- | ----- | ---- | ---- | ---- | ---- | ---- |
| 1052 | ↗1085 | ↘965 | ↘938 | ↘910 | ↘883 | ↘852 |
| 2016 | 2017  |      |      |      |      |      |
| ↘834 | ↘820  |      |      |      |      |      |

## Состав сельского поселения
| № | Населённый пункт | Тип населённого пункта       | Население |
| - | ---------------- | ---------------------------- | --------- |
| 1 | Ахманово         | село, административный центр | ↘476      |
| 2 | Старые Балыклы   | село                         | ↘489      |

### Упразднённые населённые пункты
Раевка — упразднённый посёлок